# Ézio Leal Moraes Filho
Ézio Leal Moraes Filho, beter bekend als Ézio (Mimoso do Sul, 15 mei 1966 - Rio de Janeiro, 9 november 2011) was een Braziliaans voetballer.  

## Biografie
Ézio begon zijn carrière bij Bangu en speelde voor enkele kleinere clubs toen hij in 1991 de overstap maakte naar het grote Fluminense. Hier kreeg hij de bijnaam Super-Ézio. Hij scoorde ook vaak tegen aartsrivaal Flamengo en is de speler die het derde meeste doelpunten maakte in de Fla-Flu-clash.
In 1995 maakte hij de overstap naar Atlético Mineiro. Daarna speelde hij enkel nog voor kleinere clubs. In 2011 overleed hij aan alvleesklierkanker.  